# PDPシリーズ

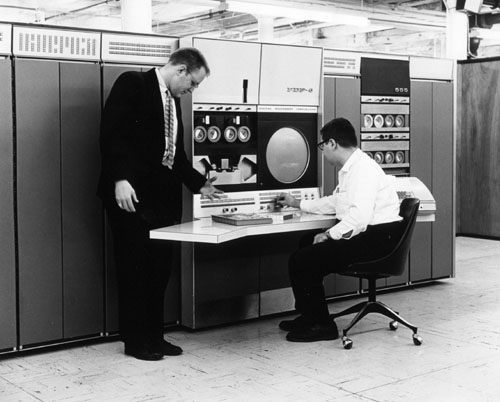
PDP-6

PDPシリーズ（ピーディーピー・シリーズ）は、デジタル・イクイップメント・コーポレーション(DEC)社のコンピュータシリーズであり、1957年から1990年まで続いた。PDPは Programmed Data Processor の略である。PDPシリーズが登場した当時、コンピュータと言えば大きくて高価なメインフレームが一般的だった。PDPは、そのような大きなコンピュータが入り込めないミニコンピュータ市場を切り開いた。コンピュータを名乗らなかったのは、DECに資金提供していたベンチャーキャピタルがその言葉に警戒感を持っていたためである。
PDPマシンは基本的にワード長によってファミリに分けられる。例外は 16ビットのPDP-11で、アーキテクチャ的には最も複雑な 36ビットのPDP-6やPDP-10に類似している。

## PDPシリーズの詳細
PDPシリーズは、以下の通りである。

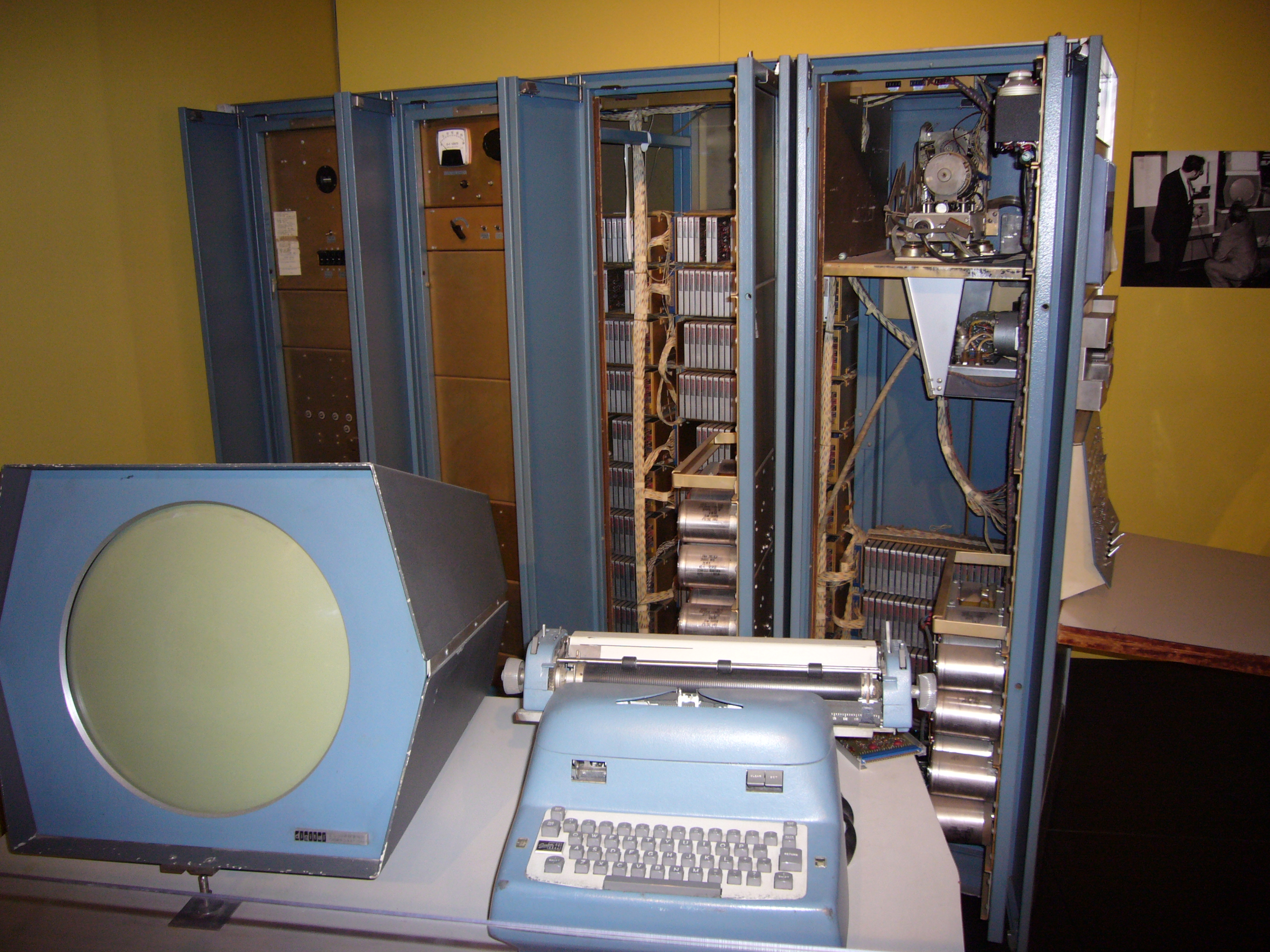
PDP-1
最初のPDP（1960年）。18ビット機で初期のタイムシェアリング オペレーティングシステムが動作する。初期のハッカー文化の源でもある。世界初のコンピュータゲームのひとつ スペースウォー!はこのマシン上で開発された。
PDP-2
24ビット機向けに予約された番号だったが、設計されなかった。
PDP-3
DECの設計としては初の 36ビットマシンだが、製品としては販売されなかった。CIAの Scientific Engineering Institute (SEI) 向けに1960年に製造されたもので、ロッキードA-12偵察機のレーダー反射断面積のデータ処理に使われた。アーキテクチャ的には PDP-1 を 36ビット幅に引き伸ばしただけのものである。
PDP-4
PDP-1の低価格版として開発されたが、性能が低く商業的には成功しなかった。後のPDPの18ビットマシン（PDP-7/9/15）はこの命令セットに基づいている。初期のユーザーとしてカナダ原子力公社が挙げられ、PDP-4とPDP-5を原子炉の制御に使っていた。
PDP-5
DEC初の12ビットマシン。その命令セットは後の PDP-8 でも使われた。コストを削減するため、メモリの 0 番地をプログラムカウンタとして使用しており、ハードウェアによる独立したレジスタを設けなかった。日本の研究機関にも導入された。
PDP-6
36ビットのタイムシェアリング機。非常にすっきりしたアーキテクチャである。大型ミニコンピュータまたは汎用コンピュータと見なされていた。
PDP-7
PDP-4 の後継機（18ビット）。DEC初のワイヤーラップ機。最初のUNIXやMUMPSが開発されたマシンでもある。
PDP-8
PDP-5から受け継いだ小さな命令セットの12ビットマシン。DECとしては商業的に成功した最初のコンピュータであり、ミニコンピュータ革命のきっかけとなった。学校、大学、研究所などが購入した。後のモデルはDECmateワードプロセッサとVT-78ワークステーションにも使われた。PDP-8設計チームの主要メンバーだったエドソン・デ・カストロはPDP-8の後継機として16ビット機を設計し提案したが、却下されたためにデータゼネラルを創業することにした。
LINC-8
LINCとPDP-8を結合したコンピュータであり、ふたつの命令セットを持つ。PDP-12の元となった。
PDP-9
PDP-7の後継機。DEC初のマイクロプログラム方式マシンである。
PDP-10
36ビットのタイムシェアリング機であり、いくつかの機種が開発されるなど成功を収めた。命令セットは PDP-6 から若干複雑化した。
PDP-11
ミニコンピュータの典型。16ビット機で、16ビットの命令セットとしては史上最も優れていると考えられ、大きな成功を収めた。ここからの発展として、組み込みシステム向けの LSI-11 と、32ビットのVAXシリーズがある。初期のVAXにはPDP-11互換モードがあった。PDP-11の命令セットは、モトローラのMC68000、ルネサスのH8、TIのMSP430などに影響を与えている。直交性の高い汎用レジスタ指向の命令セットと豊富なアドレッシングモードを特徴とする。PDP-11ファミリはテクノロジーや実装の異なる様々な機種が開発され、20年ほど続いた。
PDP-12
LINC-8の後継機。
PDP-13
この番号は使われなかった。不吉な数として避けられた。
PDP-14
12ビット機で、プロセス制御用（PLC）。後期バージョン（PDP-14/30など）は、PDP-8の製造技術を流用している。I/Oは電源電圧で動作した。
PDP-15
DEC最後の 18ビット機。18ビット機としては唯一 TTL 集積回路を使って作られたマシンである。オプションでベクターグラフィックス端末を装備可能。これ以降のバージョンは "XVM"ファミリと呼ばれる。
PDP-16
レジスタ・トランスファ・モジュールを使った半組み立て式のコンピュータ。PDP-14より高機能な工業機械制御向けマシン。PDP-16/Mが標準バージョンとして販売されている。

## 参考画像

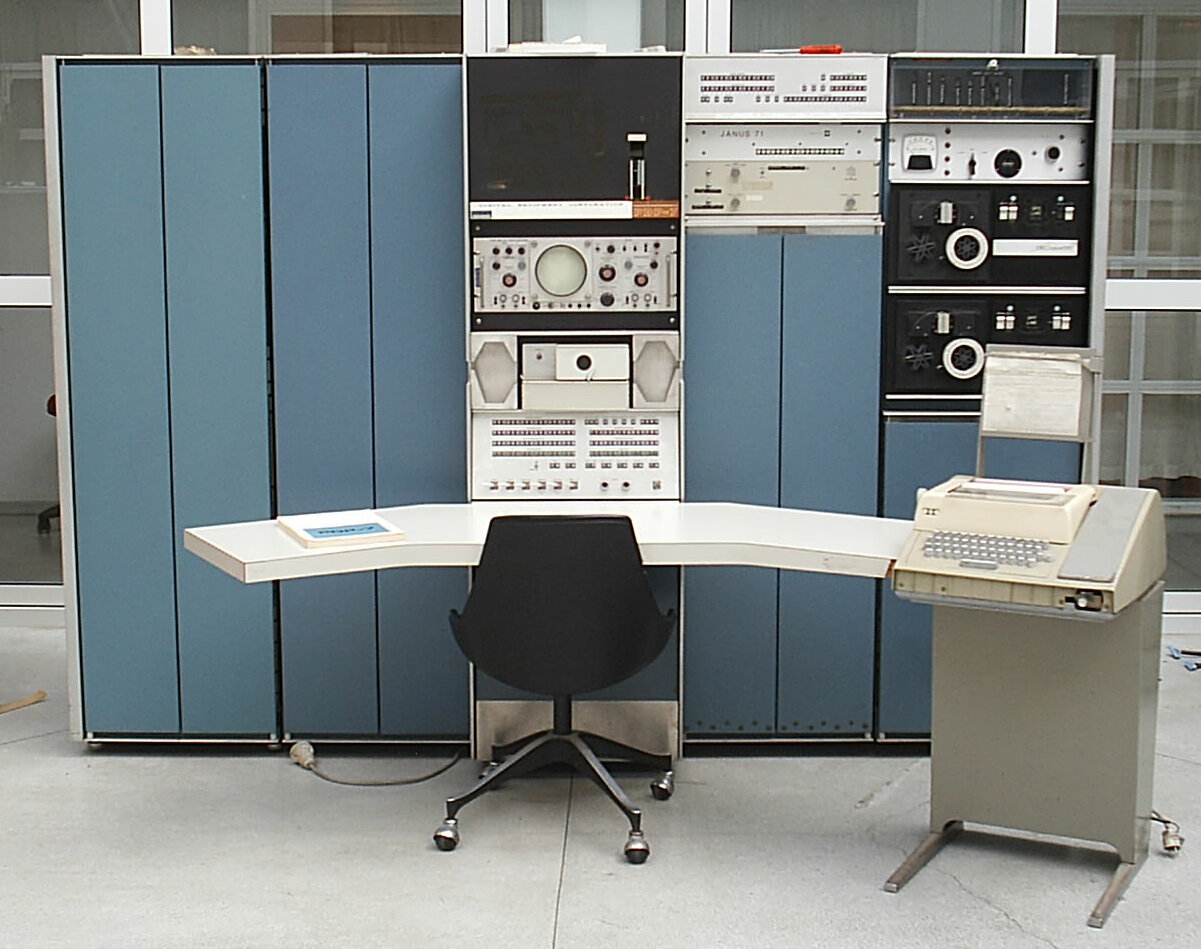
PDP-7
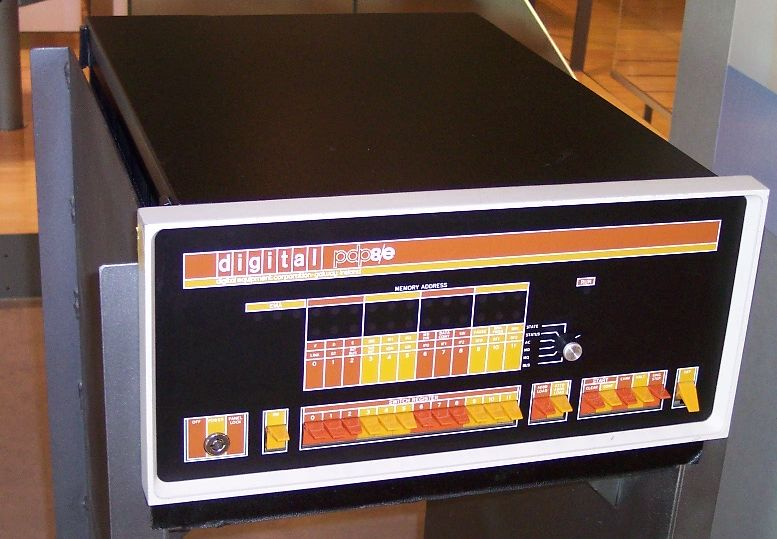
PDP-8/e
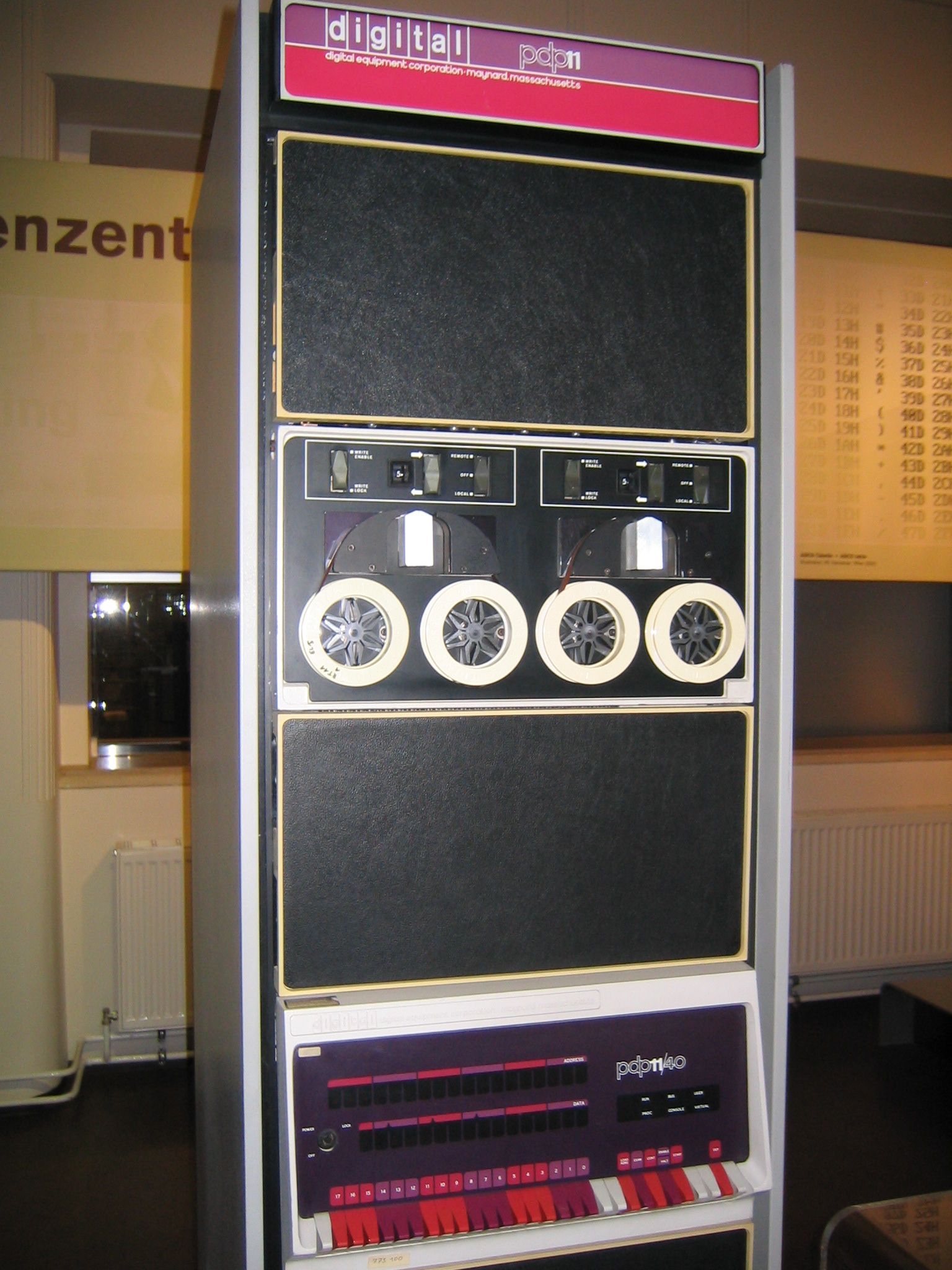
PDP-11/40
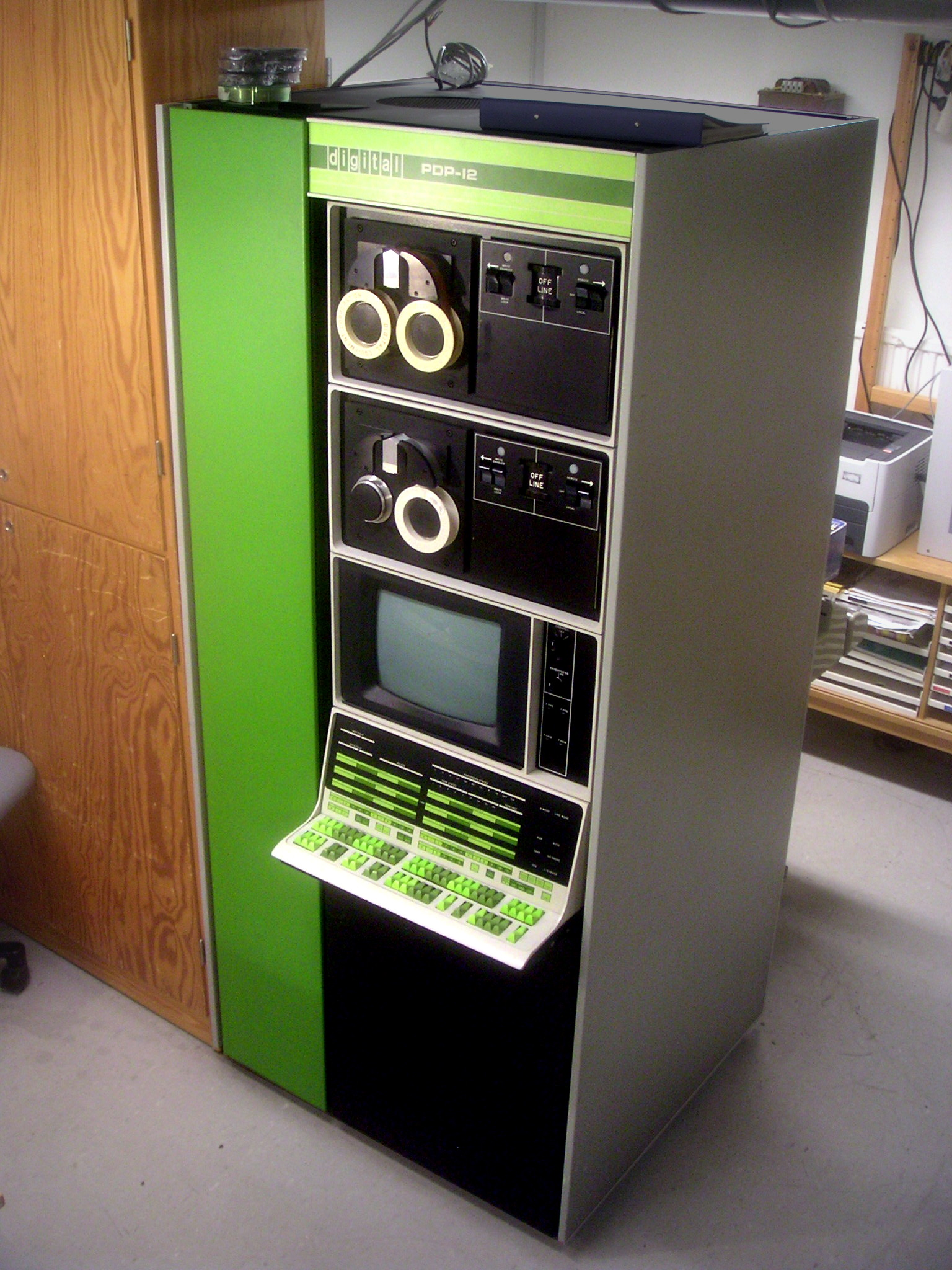
PDP-12
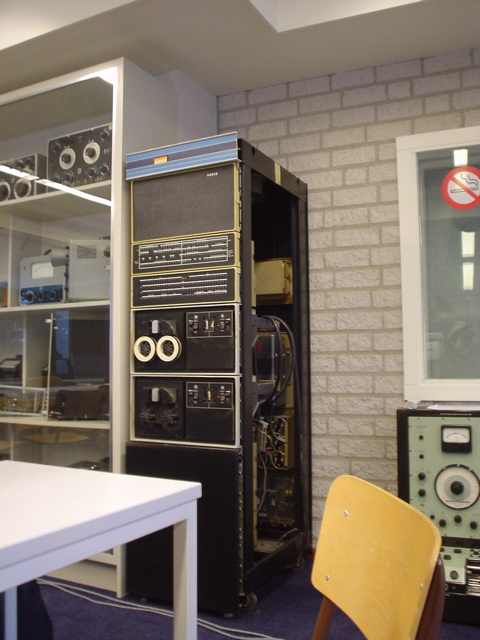
PDP-15（一部）
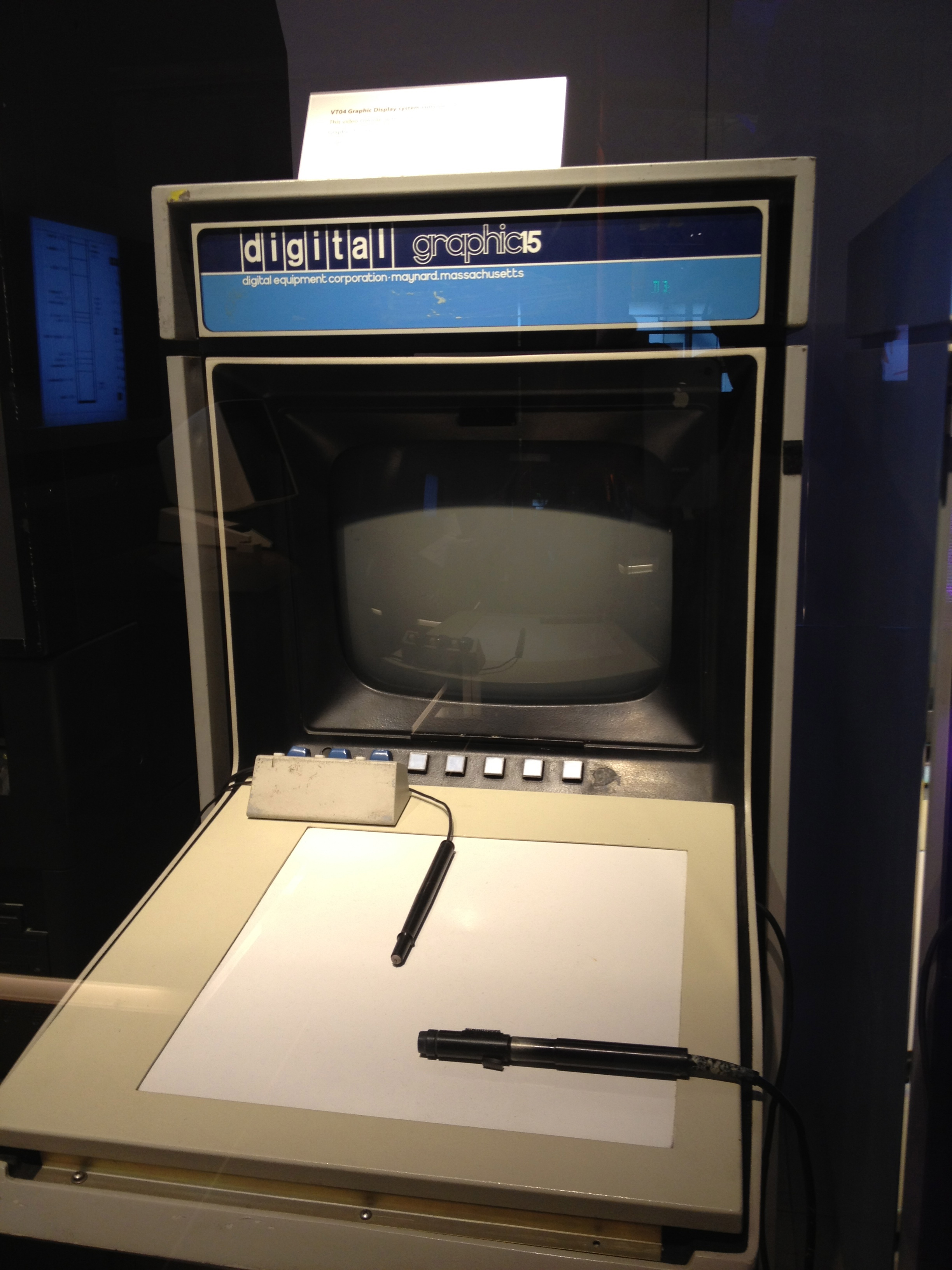
PDP-15用グラフィックス端末。ライトペンとペンタブレットが付属している。

## 関連するコンピュータ
- TX-0はMITのリンカーン研究所で開発され、PDP-1から始まるDEC製品に大きな影響を与えた。
- LINC(Laboratory Instrument Computer)もMITのリンカーン研究所で設計され、いくつかはDECが製造した。PDPファミリではないが、PDP-12の元になったコンピュータである。LINC と PDP-8 は世界初のミニコンピュータと考えられる。また、同時に世界初のパーソナルコンピュータと言うこともできる。
- DEC は噂された PDP-20 を作ることはなかったが、TOPS-20 を搭載した PDP-10 をそのように呼ぶことがある。
- SM EVM シリーズ (1975) はソビエト連邦で製造されたコンピュータで、その多くはPDP-11やVAXのクローンである[9]。
- DVK パーソナルコンピュータは、ソビエト連邦 で1970年代に開発されたPDP-11のクローンである[10]。
- Electronika 60 も、ソビエト連邦で開発されたPDP-11のクローンである。また有名なコンピュータゲーム「テトリス」は、このコンピュータ上でアレクセイ・パジトノフが作ったものが始まりである。関連するホームコンピュータ エレクトロニカBKシリーズ (1984) もLSI-11クローンをCPUに採用している[11]。
- UKNC (1987) もPDP-11互換のソビエト連邦製教育用コンピュータである[12]。